# Massacro di Ascq
Il massacro di Ascq è un eccidio compiuto per rappresaglia dalle truppe naziste della 12. SS-Panzer-Division "Hitlerjugend", ai danni dei cittadini dell'antico villaggio di Ascq, oggi Villeneuve-d'Ascq, nella notte tra il 1º e il 2 aprile 1944. Le vittime accertate di tale atto criminale, ideato e diretto dal tenente Walter Hauck, furono 86 uomini e ragazzi di età compresa tra i 15 e i 75 anni.

## L'azione dei maquis
Alle 22:45 del 1º aprile, a causa di un attentato dei maquis, un treno proveniente da Tournai e diretto a Lilla venne bloccato nei pressi della stazione ferroviaria di Ascq. Il convoglio notturno trasportava un battaglione delle 12ª Divisione corazzata delle SS, diretta in Normandia a rinforzare le difese tedesche. Pur non avendo provocato perdite tra i militari tedeschi, l'azione dei partigiani francesi poneva il reparto corazzato in una situazione di grave pericolo. Dalle prime ore del giorno, infatti, i mezzi corazzati posizionati sui vagoni sarebbero stati facilmente individuabili dai piloti dei cacciabombardieri alleati.

## Il massacro
In attesa dei genieri che potessero riparare i danni, il tenente Hauck prese la decisione di perquisire il villaggio e di rastrellare tutti gli abitanti maschi dai 17 ai 50 anni. La sua intenzione era di farsi svelare l'identità dei partigiani, a suo giudizio ancora presenti in paese e protetti dalla popolazione.
Di fronte alla reticenza degli arrestati, Walter Hauck ordinò di fucilarli a piccoli gruppi, intimando ai maquis di consegnarsi spontaneamente, oppure di perire insieme a tutti gli altri.
La gendarmeria francese di Lannoy, avvertita dell'accaduto, non intervenne e il piccolo distaccamento della Wehrmacht presente ad Ascq, impossibilitato a intervenire e a comunicare telefonicamente, mandò un portaordini al comando tedesco di Lilla, per metterlo al corrente della situazione. Alle ore 01:15 a.m. del 2 aprile, quando erano state ormai trucidate 86 persone, la strage venne fermata dal coraggioso intervento del tenente Fricke, inviato sul posto con un reparto della Feldgendarmerie, dopo un acceso alterco tra i due ufficiali tedeschi.
Al termine del conflitto, Walter Hauck fu catturato con altri otto partecipanti all'eccidio, processato da una corte marziale francese e condannato a morte. La pena venne poi convertita in ergastolo e, nel 1957, Hauck fu graziato e liberato. Nel 1969, il governo cecoslovacco chiese l'estradizione di Hauck quale responsabile del massacro di Leskovice, avvenuto il 5 e 6 maggio 1945 nel distretto di Pelhřimov. La domanda venne rigettata dal tribunale di Stoccarda ed è stata rinnovata nel 2005 dal governo ceco, dopo il rinvenimento di nuove prove a carico.